# فابيو هيمبل
فابيو هيمبل (29 أكتوبر 1980 في البرازيل - ) هو لاعب كرة قدم برازيلي في مركز الهجوم. لعب مع إستريلا دا أمادورا وفيتوريا دي غيماريش ومينيروس دو غويانا ونادي أونياو دا ماديرا ونادي جل فيسنتي ونادي فولاد خوزستان ونادي فيتوريا سيتوبال وCampinense Clube ‏ وسالجويروس ‏ وماريليا أتلتيكو ‏ وAcadémico de Viseu F.C. ‏ وA.D. Os Limianos ‏ وA.D. Esposende ‏ ونادي سانتا كروز ونادي فييرينسي.

## وصلات خارجية
- فابيو هيمبل على موقع قاعدة بيانات كرة القدم.إي يو (الإنجليزية)